# Laëtitia Bakissy
Laëtitia Bakissy, née le 15 novembre 1989, est une pratiquante de muay-thaï française.

## Biographie
Laetitia Aïcha Bakissy a pratiqué la boxe anglaise au Boxing Beats d'Aubervilliers, ainsi que le muay-thaï, étant notamment vice-championne du monde de boxe thai IFMA en 2012,. En 2015, elle avait déjà remporté trois titres de championne de France et une médaille de Bronze championnat du monde WAKO en s'imposant 20 fois en 31 combats.
Parallèlement à sa carrière sportive, elle est entrepreneuse d'abord comme coach sportive et journaliste pour Muay thai TV
. Elle est la doublure du personnage d'Aya Cissoko dans le téléfilm Danbé, la tête haute réalisé par Bourlem Guerdjou et sorti en 2014. Dans le cadre de la préparation de sa reconversion, elle développe une entreprise d’événementiel sélectionnée pour intégrer le programme d’incubation de Paris 2024.